# Edgewood, Novi Meksiko
Edgewood je gradić u okrugu Santa Feu u američkoj saveznoj državi Novom Meksiku. Prema popisu 2010. u Edgewoodu živjelo je 3735 stanovnika. Najbrže je rastuće naselje u Novom Meksiku. Putem pripajanja gradske su se granice pomakle u okruge Bernalillo i Torrance. Edgewood je dio metropolitanskog statističkog područja Santa Fea.
Premda je u okrugu Santa Fe, Edgewood je bliže Albuquerqueu i posljednjih je godina postao omiljenom gradskom spavaonicom za osobe koje rade po drugim gradovima. Broj stanovnika narastao je 97% od 2000. do 2010., s 1893 na 3735. Edgewood se može pohvaliti prosječnim prihodom po kućanstvu od preko 50.000 dolara godišnje, što je mnogo u usporedbi s državnim prosjekom.

## Povijest
Naseljenici koji su dolazili na američki Zapad stvorili su početna naselja koja su izrasla u ono što je današnji. Koristeći se prednostima koje im je dao savezni Akt o naseljavanju (Homestead Acts), pionirske su obitelji dobili zemljišta i počeli se baviti poljodjelstvom na farmama i rančevima u području Edgewooda kasnog 19. i početkom 20. stoljeća.
Edgewood su osnovali stanovnici i zemljovlasnici s juga okruga Santa Fea. Nakon što je grad inkorporiran 1999., pripojene su velike zemljišne površine. Pokušaji gradske vlade za izbjeći pripajanje imovine čiji vlasnici nisu željeli da uđu u gradske granice rezultirali su da inkorporiran i neinkorporiran zemljišta tvore šahovnicu, što je jedan od pitanja koje gradski Obuhvatni plan pokušava riješiti. Jedno kontroverzno pripajanje uvelike je povećalo općinske granice i bilo je izvorom žive javne debate. Usprkos dvama apelima i tužbi, ostalo je pripajanje.

## Zemljopis
Nalazi se na 35°4′4″N 106°11′29″W / 35.06778°N 106.19139°W (35.067690, -106.191463), 53 km istočno od Albuquerquea, duž međudržavne ceste 40. Prema Uredu SAD-a za popis stanovništva, zauzima 12,17 km2 površine, od čega 126,14 suhozemne.
Edgewood se nalazi u dolini Estanciji, istočno od gorja Sandije i Manzana u središnjem Novom Meksiku. Veći dio zemlje pod rijetkom šumom i travnjacima. Gradski komercijalni okrug nalazi se duž novomeksičke autoceste 66 (dio originalne, od prije 1937. U.S. Route 66) i autoceste 344. Edgewood je 24 km istočno od Sandia Parka i istočnog podnožja gorja Sandije.

## Stanovništvo
Prema podatcima popisa 2000. u Edgewoodu bilo je 1893 stanovnika, 676 kućanstava i 529 obitelji, a stanovništvo po rasi bili su 86,53% bijelci, 0,32% afroamerikanci, 2,17% Indijanci, 0,21% Azijci, 0,16% tihooceanski otočani, 8,24% ostalih rasa, 2,38% dviju ili više rasa. Hispanoamerikanaca i Latinoamerikanaca svih rasa bilo je 20,34%.

## Vanjske poveznice
- Službene stranice
- Trgovinska komora  Arhivirana inačica izvorne stranice od 21. prosinca 2014. (Wayback Machine)
- Javna knjižnica  Arhivirana inačica izvorne stranice od 17. prosinca 2014. (Wayback Machine)
- Mountain View Telegraph